# 司馬南弟
司马南弟（？—357年），河内郡温县（今河南省焦作市温县）人，晋明帝司馬绍之女，封为庐陵公主。
司马南弟嫁给了刘惔，袁乔有一次去拜访刘惔，刘惔在里屋睡觉还没起来。袁乔就因此作诗嘲笑他道：“角枕粲文茵，锦衾烂长筵。”引用《诗经·唐风·葛生》嘲弄晋献公的典故嘲弄刘惔。司马南弟看到诗后非常愤怒的说：“袁羊真是有古人狂妄的风格！”
刘惔病重后，司马南弟因伤痛而憔悴。刘惔临终时唤来司马南弟；司马南弟见他病危模样，于是用手指着他说：“你病势危急至此，拿什么来修饰自己？”刘惔闻言，扯起被子盖着脸，背过身去，不忍直视公主。
升平元年（357年），司马南弟还未下葬，她的侄子晋穆帝符问太常，冬至小会应该不应该作乐。博士胡讷奏议说：“国君对于卿大夫，接近卒哭时不奏乐，庐陵公主又是陛下的骨肉之亲，应当撤去音乐。”太常王彪之说：“考查晋武帝的诏书，举哀三日的人三旬后才奏乐，举哀一日的人三日后奏乐。泰始十年（274年）春长乐长公主去世，太康七年（286年）秋扶风王司马骏去世，晋武帝都是高声号哭三天而已。晋元帝中兴建立东晋后，更参与讨论不改变这项制度。如今小会应该作乐。”两种奏议最后如何取舍，《晋书》的作者也不知道。